# Дубовское (Ростовская область)
Дубовское — село в Дубовском районе Ростовской области.
Административный центр Дубовского района и Дубовского сельского поселения.

## История
21 марта 1786 года есаул станицы Верхне-Курмоярской А. И. Дубовсков получил Войсковую Грамоту на владение войсковой землёй около Сала, рядом с Ибрагимовым курганом. В том же году он поселил вновь приобретённых крестьян на излучине реки, там же построил мельницу. После смерти А. И. Дубовскова казак Жемчугов заселил своими крестьянами лучшие войсковые земли, выделенные ранее Дубовсковым. Крестьян он доводил до полнейшего разорения. Областное начальство предписало ему и соседям, чтобы они не стесняли вдову Дубовскову и не причиняли ей обиды. В результате длительное время существовало два отдельных населённых пункта — казачий хутор Дубовскова и владельческий посёлок Дубовский. По состоянию на 1837 год посёлок относился к Нижне-Курмоярской станице. По состоянию на 1859 год в хуторе числислось 64 человека, а во владельческом посёлке проживало 136.
После прокладки ветви Владикавказской железной дороги от станции Тихорецкой до Царицына, вблизи хутора была построена станция Сальская. Дубовский стал активно заселяться. В хуторе находились почтово-телеграфное отделение, камера мирового судьи, становая квартира участкового заседателя, частная аптека, хуторское правление, ветеринарный пункт, укомплектованный врачом и фельдшером. Здесь был земский больничный приёмный покой на пять коек, врач, обслуживавший всю округу.
По данным переписи 1897 года хутор Дубовский насчитывал 51 двор, 312 человек. В 1915 году в хуторе было переписано уже 294 двора, в нём проживало 1 129 человек. В 1914 году населённый пункт был выделен из юрта станицы Нижне-Курмоярской в состав новой станицы Княже-Андреевской. Здесь действовала Вознесенская церковь и приходское училище, работали две паровых маслобойни, две вальцовых мукомольных мельницы, мыловаренный завод. Кроме этого имелись два керосино-нефтяных склада, два склада земледельческих машин и орудий, две лесных биржи, контора хлебной ссыпки «Луи-Дрейфус и К°», семь амбаров хлебной ссыпки.
В годы Гражданской войны в окрестностях хутора и железнодорожной станции шли ожесточённые бои. Одними из первых в округе в хуторе были образованы Совет, ревком и партизанский отряд. Дубовский ревком пал под напором восставших казаков в апреле 1918 года. Хутор Дубовский окончательно захвачен РККА в январе 1920 года.
В 1924 году хутор наименовали станицей Дубовской, тогда же она стала центром вновь созданного района, с 1925 года — село Дубовское. По переписи 1926 года здесь было 1 727 жителей, в хуторе Дубовском — 276. В этом же году последний вошёл в состав райцентра.
Во время Великой Отечественной войны посёлок был оккупирован наступавшими гитлеровскими войсками. 1 января 1943 года части 6-го механизированного корпуса РККА заняли Дубовское, здесь были захвачены 15 танков, 150 автомашин, 8 складов боеприпасов (свыше 1 млн снарядов и 20 млн патронов), 4 склада с продовольствием, склад инженерного имущества и связи, а также эшелон с боеприпасами и три тысячи голов скота.

## География
Село расположено на востоке Ростовской области в пределах Ергенинской возвышенности, являющейся частью Восточно-Европейской равнины, на правом берегу реки Сал. Средняя высота над уровнем моря — 49 м. Рельеф местности равнинный. К северо-востоку от села созданы защитные лесонасаждения.
По автомобильной дороге расстояние до Ростова-на-Дону составляет 300 км, до ближайшего города Котельниково Волгоградской области — 44 км. Ближайший населённый пункт хутор Ериковский расположен в 5 км к юго-западу от села.

### Климат
Согласно классификации климатов Кёппена-Гейгера для Ремонтного характерен влажный континентальный климат с жарким летом (индекс Dfa). Среднегодовая температура воздуха — 9,3 °C, количество осадков — 403 мм. Самый засушливый месяц — март (норма осадков — 26 мм). Самый влажный месяц — июнь (42 мм).
| Показатель                    | Янв. | Фев. | Март | Апр. | Май  | Июнь | Июль | Авг. | Сен. | Окт. | Нояб. | Дек. | Год  |
| ----------------------------- | ---- | ---- | ---- | ---- | ---- | ---- | ---- | ---- | ---- | ---- | ----- | ---- | ---- |
| Средний суточный максимум, °C | −2,3 | −1,9 | 3,3  | 14,8 | 22,5 | 27,1 | 29,7 | 28,6 | 22,2 | 13,7 | 5,5   | 0,5  | 13,6 |
| Средняя температура, °C       | −5,3 | −5,2 | −0,2 | 9,8  | 17,0 | 21,5 | 23,9 | 23,0 | 16,9 | 9,4  | 2,6   | −2   | 9,3  |
| Средний суточный минимум, °C  | −8,3 | −8,5 | −3,7 | 4,8  | 11,5 | 15,9 | 18,2 | 17,4 | 11,6 | 5,1  | −0,2  | −4,4 | 4,95 |
| Норма осадков, мм             | 33   | 27   | 26   | 32   | 38   | 42   | 39   | 33   | 28   | 27   | 36    | 42   | 403  |
| Источник:                     |      |      |      |      |      |      |      |      |      |      |       |      |      |

## Население
| \| 1959[8] \| 1970[9] \| 1979[10] \| 1989[11] \| 2002[12] \| 2010[1] \| \| ------- \| ------- \| -------- \| -------- \| -------- \| ------- \| \| 4147 \| ↗5477 \| ↗6430 \| ↗8055 \| ↘8031 \| ↗8544 \| 1000 2000 3000 4000 5000 6000 7000 8000 9000 1959 2010 |       |       |       |       |       |
| 1959 | 1970  | 1979  | 1989  | 2002  | 2010  |
| 4147 | ↗5477 | ↗6430 | ↗8055 | ↘8031 | ↗8544 |

### Известные люди
В селе родились:
- Анисимов, Василий Кондратьевич — Герой Советского Союза,
- Фак, Фёдор Кузьмич — Герой Советского Союза.

## Транспорт
Железнодорожная станция Ремонтная Северо-Кавказской железной дороги на участке Сальск — Волгоград (код 519302).
С соседними районными центрами Ростовской области Дубовское связывают автодороги Дубовское — Заветное (95 км) и Дубовское — Волгодонск (68 км). С запада село обходит региональная автодорога Волгоград — Сальск.

## Памятники
В селе находится мемориальный комплекс и памятники, посвященные воинам Красной Армии и Героям Советского Союза.